# Campo (Gent)
CAMPO is een multidisciplinair kunstencentrum uit Gent met een uiteenlopende programmatie van theater, dans, performance en beeldende kunst. Het kunstencentrum maakt zelf voorstellingen, maar ondersteunt ook verschillende artiesten op zoek naar een repetitieplek, technische expertise of (pre- of post-)productionele ondersteuning. 

CAMPO is een fusie van twee verschillende theaterhuizen uit Gent, Victoria en Nieuwpoorttheater. Ze is operatief in 3 sites in Gent: CAMPO nieuwpoort, CAMPO victoria en CAMPO boma. 

## Geschiedenis
In 2008 fuseerde theatermaker Dirk Pauwels Nieuwpoorttheater en Victoria tot CAMPO. Hij bleef aan de slag als artistiek leider tot 2011, en werd opgevolgd door Kristof Blom. Blom was sinds 2002 verbonden aan Victoria (later CAMPO). 

## Prijzen
- 2017: Italiaanse Theaterpijs Premio Ubu voor Five Easy Pieces, een theatervoorstelling van Milo Rau, IIPM en CAMPO.[2]

## Producties[3]
2007
- That Night Follows Day (2007), door Tim Etchells & CAMPO
- Propositie 2: Reconstructie (2007), door Miet Warlop & De Bank

2008
- Venzike (2008) door Ben Benaouisse & Lies Pauwels
- René (2008) door Pol Heyvaert

2009
- An Anthology of Optimism (2009) door Jacob Wren & Pieter De Buysser
- 'T is al wa beter (2009) door Pascal Platel & Dirk Pauwels
- Springville (2009) door Miet Warlop
- O Feather of Lead (2009) door Pieter Ampe & Simon Mayer
- Five People (2009) door CAMPO

2010
- Prepositie 1: Reanimeren (2010) door Miet Warlop en De Bank.
- Godses (2010) door Eric De Volder & Geert Six met CAMPO, Toneelgroep Ceremonia & Unie Der Zorgelozen
- Still Standing You (2010) door Pieter Ampe & Gui Garrido
- A L'Attente Du Livre D'or (2010) door CAMPO & KVS
- House of Eutopia (2010) door Filip Berte
- Angsten en twijfels en Eeuwige Liefde (2010) door Ineke Nijssen & Christophe Vekeman.
- Tanzung (2010) door Jan Decorte
- Fuck My Life (2010) door Pol Heyvaert

2011
- Een vrouw die de horizon heeft bereikt (2011) door Herman Brusselmans & Lies Pauwels.
- Before your very eyes (2011) door Gob Squad
- U Dikke Ma! - een voetbalopera (2011) door Het Kip
- Turning Turning (A Choreography of Thoughts) (2011) door Sarah Vanhee & Frascati Producties
- Jake & Pete's Big Reconciliation attempt for the disputes of the past (2011) door Pieter Ampe & Jakob Ampe

2012
- Untried Untested (2012) door Kate Mcintosh
- Mystery Magnet (2012) door Miet Warlop
- A Journey into Space (2012) door Robbert&Frank Frank&Robbert
- Spirit (2012) door Florentina Holzinger & Vincent Riebeek
- A Coming Community (2012) door Pieter Ampe, Gui Garrido, Hermann Heisig & Nuno Lucas

2013
- Victor (2013) door Jan Martens & Peter Synaeve
- Point of View (2013) door Benjamin Vandewalle
- Wellness (2013) door Florentina Holzinger & Vincent Riebeek
- Kein Applaus für Scheisse (2013) door Florentina Holzinger & Vincent Riebeek
- Lecture for Every One (2013) door Sarah Vanhee

2014
- 4x4 - Kiezen is een kunst (2014) door CAMPO & Rekto:Verso
- Untitled (2014) door Sarah Vanhee
- Next Day (2014) door Philippe Quesne
- To Break - The window of opportunity (2014) door Robbert&Frank Frank&Robbert
- Variation#3/Magnesium (2014) door Pieter Van Den Bosch
- So you can feel (2014) door Pieter Ampe

2015
- The Garden Laboratorium (2015) door Micha Goldberg & Sophia Rodriguez
- We don't speak to be understood (2015) door Pieter Ampe & Benjamin Verdonck met Toneelhuis, KVS & CAMPO
- Schönheitsabend (2015), door Florentina Holzinger & Vincent Riebeek
- Oblivion (2015) door Sarah Vanhee
- Lolling and Rolling (2015) door Jaha Koo

2016
- Hello useless - for W and friends (2016) door Benny Claessens
- Wild Life FM (2016) door Pol Heyvaert, Kim Noble & Jakob Ampe
- Five Easy Pieces (2016) door Milo Rau, IIPM & CAMPO
- MULTIVERSE (2016) door Louis Vanhaverbeke

2017
- IN KOOR! (2017) door Myriam Van Imschoot & Willem de Wolf met de Koe, CAMPO & KASK
- The only way is UP (2017) door Boris Van Severen & Jonas Vermeulen
- Apollon (2017) door Florentina Holzinger
- Don't we deserve grand human projects that give us meaning? (2017) door Robbert&Frank en Frank&Robbert
- Cuckoo (2017) door Jaha Koo

2018
- Unforetold (2018) door Sarah Vanhee
- All Inclusive (2018) door Julian Hetzel
- MIKADO REMIX (2018) door Louis Vanhaverbeke

2019
- EL NACIMIENTO or [REBIRTH], a Telenovela in 13 Acts (2019) door Ariah Lester & Aymará Parola
- Laguna Beach (2019) door Frankie
- Pleasant Island (2019) door Silke Huysmans & Hannes Dereere

2020
- Bartlebabe (2020) door Anna Franziska Jäger & Nathan Ooms
- The History of Korean Western Theatre (2020) door Jaha Koo
- Mount Average (2020) door Julian Hetzel
- Lullaby for Scavengers (2020) door Kim Noble

2021
- Hamartia Trilogy (2021) door Jaha Koo

2022
- Photobooth (2022) door Thomas Verstraeten & GIF
- Kill All Normies (2022) door Rodrigo Batista, KASK & CAMPO
- The Honey House (2022) door Nathan Ooms
- Out of the Blue (2022) door Silke Huysmans & Hannes Dereere
- Ambient Theatre Fury (2022) door Anna Franziska Jäger & Nathan Ooms

2023
- Mémé (2023) door Sarah Vanhee
- She was a friend of someone else (2023) door Gosia Wdowik, NOWY TEATR & CAMPO
- L.I.A.R. (2023) door Frankie
- DONKEY (2023) door Nathan Ooms
- While we are here (2023) door Lisa Vereertbrugghen

2024
- Get Off (2024) door Katy Baird
- Haribo Kimchi (2024) door Jaha Koo
- Modesta (play of language and lips) (2024) door Anna Franziska Jäger & Nathan Ooms
- Zero Feet Away (2024) door Tibau Beirnaert & Laurens Aneca